# あじさい観光
あじさい観光株式会社は、かつて大阪府堺市に本社を置き、貸切バスや高速乗合バスの運行を手掛けていた企業。

## 概要
2014年10月に設立。羽曳野市に本社車庫を、関西国際空港の近くにりんくう営業所を構え、貸切バスや新高速乗合バスの運行を行っていた。貸切バス事業に関しては、法人やスポーツクラブなどの需要もあり、2019年9月期には約5億9000万円の売上があった。
しかし、2020年に発生した新型コロナウイルス流行に伴う出入国制限でインバウンド需要を喪失した他、緊急事態宣言による旅行自粛で経営が悪化。
2020年5月15日には、新高速乗合バス路線であるりんくう・新今宮・なんば～羽田・有明・船橋線を開業させた。以降は資産処分や経費削減、各種助成金の活用で営業を続け、政府の観光支援策である「Go To トラベル」に期待して大阪と各地を結ぶツアーを施行したものの、資金繰りは改善されず、2021年1月6日に事業を停止して事後処理を弁護士に一任。翌1月7日に大阪地方裁判所から破産手続開始決定を受けた。負債総額は約5億円。
あじさい観光は2022年6月8日に法人格が消滅した。

## 所在した事業所
- 本社営業所 - 大阪府堺市美原区平尾1882-2
- 本社営業所・車庫 - 大阪府羽曳野市埴生野1152-1
- りんくう営業所・車庫 - 大阪府泉佐野市りんくう往来南5-41

## 運行していた高速乗合バス
いずれも2020年12月31日までに運行終了。
- りんくう・新今宮・なんば～池袋・有明・船橋線
  - 船橋飯山満車庫 - 有明ガーデンバスターミナル - なんば大阪木津市場 - 新今宮 - りんくうタウン駅
  - 船橋飯山満車庫 - 京成船橋駅 - 池袋サンシャインシティ文化会館 - なんば大阪木津市場 - 新今宮 - りんくうタウン駅
- 大阪～白浜線
  - 天王寺公園バス駐車場 - なんば大阪木津市場 - 新今宮 - りんくうタウン駅 - 田辺下万呂 - とれとれヴィレッジ - ホテルむさし - SHIRAHAMA KEY TERRACE - ホテルグランパスsea - 南紀白浜空港 - アドベンチャーワールド - 田辺観光バスターミナル